# Melbourne (Derbyshire)

civil parish w Derbyshire

Melbourne – miasto i civil parish w Anglii, w hrabstwie Derbyshire, w dystrykcie South Derbyshire. Leży 12 km na południe od miasta Derby i 171 km na północny zachód od Londynu. W 2001 roku miasto liczyło 4308 mieszkańców. W 2011 roku civil parish liczyła 4843 mieszkańców. Melbourne jest wspomniana w Domesday Book (1086) jako Milebvrne.